# Tavoletta di biccherna del camarlengo Ranieri Pagliaresi
La tavoletta di biccherna del camarlengo Ranieri Pagliaresi è un dipinto a tempera su tavola (35,4x24,4 cm) di Dietisalvi di Speme, datato al 1270 e conservato nell'Archivio di Stato di Siena (inv. n. 4). 

## Storia
Tra le più antiche tavolette di biccherna pervenutaci, riporta l'iscrizione che la riferisce al semestre gennaio/giugno 1270 (1269 sull'iscrizione, secondo il computo ab incarnatione):
"L[IBER] RAN[ERII] PAGLARESI CAM[ERARII] COM[UNI]S SEN[ARUM] T[EM]P[OR]E D[OMI]NI COMITIS GUIDO[N]IS NOVELLI POT[ESTATIS] E[T] CAPIT[ANEI] G[E]N[ER]ALIS CIVITATIS SEN[ARUM] IN PRIMIS SEX M[EN]SES SUI REGIMINIS ANNO D[OMI]NI MILL[ESIM]O CC.LXVIII"
Traduzione: "Libro del camarlengo del comune di Siena Ranieri Pagliaresi al tempo del conte Guido Novello, potestà e capitano generale della città di Siena, nei primi sei mesi della sua reggenza, anno domini 1269".
La tavoletta rilegava la copertina del registro della Biccherna, ed è di proprietà del Comune di Siena fin dalla sua realizzazione, finendo poi, con le altre tavolette, all'Archivio di Stato, nonostante la diaspora che riguardò alcune di esse avviata nel Settecento. Questa tavoletta fa infatti parte del gruppo che l'abate Luigi De Angelis raccolse nella biblioteca cittadina, prima di venire trasferite all'Accademia di belle arti nel 1816 e poi all'archivio appena dopo la sua fondazione nel 1858. 
Riferita all'inizio a Vigoroso da Siena (De Angelis, 1816), fu poi ascritta da Romagnoli (1835) a Dietisalvi di Speme grazie alla notizia di un pagamento di dieci soldi registrato nel Libro del Camarlengo. L'opera fu considerata dagli studiosi di storia dell'arte però solo dal 1982, nel tentativo di chiarire la personalità dell'artista che la dipinse. Fu solo con Luciano Bellosi comunque (1991), che Dietisalvi di Speme ebbe il rilievo di caposcuola della pittura a Siena prima di Duccio, riferendogli molte opere già assegnate a Guido da Siena, proprio grazie al confronto con alcune opere certe come questa tavoletta.

## Descrizione e stile
Le prime tavolette di biccherna hanno un'impostazione simile. Nel registro superiore si trova l'iscrizione e la rappresentazione del camarlengo nel suo ufficio finanziario, in questo caso seduto a un banco mentre prende alcune monete reggendo un sacchetto con l'altra mano. Nella parte inferiore, qui assente, si trovano solitamente una serie di stemmi. 
Il camarlengo è ritratto di profilo, davanti a una casupola con arco che allude evidentemente al suo ufficio. L'artista, pur nella stilizzazione ancora medievale, dimostra qui un'attenzione ai dettagli e al dato naturale, come nella resa della cuffia tesa del Camarlengo, nell'orecchio sinistro che vi compare al di sotto, nel mantello foderato di pelliccia con spacchi laterali per le braccia, nelle maniche ampie fino al gomito ma strette al polso, chiuse da una fila di bottoncini. Il tratto pittorico appare morbido, più fluido di quello di opere come la Madonna del Voto (che infatti viene riferita a qualche anno prima, il 1267 circa), riscontrabile ad esempio anche in opere come le parti esterne del reliquiario del Beato Gallerani nella Pinacoteca nazionale di Siena (inv. 5), dimostrando l'emancipazione graduale dalle influenze di Coppo di Marcovaldo, per ispirarsi piuttosto al pisano Gilio di Pietro.